# Konga Roja
Konga Roja es una película musical mexicana de 1943, escrita y dirigida por Alejandro Galindo y protagonizada por María Antonieta Pons y Pedro Armendáriz. 

## Argumento
El supervisor de una planta empacadora de plátano, es un blanco de unos opositores sindicales. Mientras se concentra en la defensa de los miembros del sindicato de la planta y mantener sus metas de vida en su lugar de trabajo, el supervisor es robado por una banda de chicos malos. 
Lo que no sabe es que su supuesto mejor amigo es uno de los culpables. Su vida se complica aún más por un romance con una cantante en una taberna del puerto.

## Reparto
- María Antonieta Pons
- Pedro Armendáriz
- Carlos López Moctezuma
- Tito Junco
- Toña la Negra
- Felisa Morales Muñoz

## Comentarios
En 1943 la actriz y rumbera cubana María Antonieta Pons tuvo mayor ventaja en su naciente carrera al protagonizar una cinta con Pedro Armendáriz, una figura principal del Cine Mexicano. El director sería Alejandro Galindo. La actriz estaba en plenitud, pues había traspasado la barrera de las rumberas, que en ese momento solo ponían como complemento musical en las películas. A ella la consideraban buena actriz, con capacidad para el melodrama.